# Cerebellaire hypoplasie (dieren)
Cerebellaire hypoplasie bij dieren is een afwijking die vooral bij katten en honden aangetroffen wordt. In het Engels wordt deze afwijking ook wel wobbly cat syndrome (wiebelkat-syndroom) genoemd. Karakteristiek voor deze ziekte is dat het cerebellum niet geheel volgroeid is. Bij katten zijn de symptomen meteen na de geboorte zichtbaar, bij honden kan het enkele maanden duren voordat de symptomen zich manifesteren. De afwijking uit zich met name in tremoren, een verstoorde motoriek en loopproblemen.
De afwijking kan zijn aangeboren, maar ook het gevolg zijn van tijdens het leven opgelopen bacteriële of virale infecties zoals feliene panleukopenie. Andere mogelijke oorzaken zijn ondervoeding, vergiftiging, verwonding of ongelukken die tijdens de gestatie de foetus hebben getroffen. Het is niet pijnlijk of besmettelijk.
Een nauw aan cerebellaire hypoplasie verwante aandoening is cerebellaire abiotrofie. Deze afwijking wordt behalve bij katten en honden ook vaak bij paarden, schapen en ander vee aangetroffen. Deze laatste afwijking onderscheidt zich van cerebellaire hypoplasie doordat de oorzaak het verdwijnen van purkinjecellen is, iets dat pas na de geboorte van het dier plaatsvindt.